# كسوف الشمس 20 مايو 2069
سيحدث كسوف جزئي للشمس في 20 مايو 2069. يحدث كسوف الشمس عندما يمر القمر بين الأرض والشمس، وبالتالي يحجب صورة الشمس كليًا أو جزئيًا عن مشاهد على الأرض. يحدث كسوف جزئي للشمس في المناطق القطبية من الأرض عندما يغيب مركز ظل القمر عن الأرض.
سيمثل هذا الحدث بداية Solar Saros 158.
هذا هو الكسوف الثالث هذا الموسم.
الكسوف الأول هذا الموسم: 21 أبريل 2069 - كسوف جزئي للشمس
الخسوف الثاني هذا الموسم: 5-6 مايو 2069 - الخسوف الكلي للقمر

## الخسوفات ذات الصلة

### كسوف الشمس 2065-2069
هذا الكسوف هو جزء من سلسلة فصلية يتكرر فيها كسوف الشمس كل 177 يومًا تقريبًا و 4 ساعات (فصل) في العقد المتناوبة من مدار القمر.
| مجموعات سلسلة كسوف الشمس من 2065-2069 | مجموعات سلسلة كسوف الشمس من 2065-2069 | مجموعات سلسلة كسوف الشمس من 2065-2069 | مجموعات سلسلة كسوف الشمس من 2065-2069 | مجموعات سلسلة كسوف الشمس من 2065-2069 |
| ------------------------------------- | ------------------------------------- | ------------------------------------- | ------------------------------------- | ------------------------------------- |
| عقدة تنازلية                          | عقدة تنازلية                          |                                       | عقدة تصاعدية                          | عقدة تصاعدية                          |
| 118                                   | كسوف الشمس 3 يوليو 2065 جزئي          | 123                                   | كسوف الشمس 27 ديسمبر 2065 جزئي        |                                       |
| 128                                   | كسوف الشمس 22 يونيو 2066 جزئي         | 133                                   | كسوف الشمس 17 ديسمبر 2066 جزئي        |                                       |
| 138                                   | كسوف الشمس 11 يونيو 2067 حلقي         | 143                                   | كسوف الشمس 6 ديسمبر 2067 مختلط        |                                       |
| 148                                   | كسوف الشمس 31 مايو 2068 كلي           | 153                                   | كسوف الشمس 24 نوفمبر 2068 جزئي        |                                       |
| 158                                   | كسوف الشمس 20 مايو 2069 جزئي          |                                       |                                       |                                       |

### سلسلة ميتونيك
تتكرر سلسلة ميتونيك الكسوف كل 19 سنة (6939.69 يومًا)، وتستمر حوالي 5 دورات. تحدث الكسوف في نفس تاريخ التقويم تقريبًا. بالإضافة إلى ذلك، تكرر سلسلة اوكتون الفرعية 1/5 من ذلك أو كل 3.8 سنوات (1387.94 يومًا). في هذا الجدول يحدث عند العقدة الهابطة للقمر.
| سلسلة اوكتون مع 21 حدثًا بين 21 مايو 1993 و 2 أغسطس 2065 | سلسلة اوكتون مع 21 حدثًا بين 21 مايو 1993 و 2 أغسطس 2065 | سلسلة اوكتون مع 21 حدثًا بين 21 مايو 1993 و 2 أغسطس 2065 | سلسلة اوكتون مع 21 حدثًا بين 21 مايو 1993 و 2 أغسطس 2065 | سلسلة اوكتون مع 21 حدثًا بين 21 مايو 1993 و 2 أغسطس 2065 |
| May 20–21                                               | March 8–9                                               | December 25–26                                          | October 13–14                                           | August 1–2                                              |
| 98                                                      | 100                                                     | 102                                                     | 104                                                     | 106                                                     |
| ------------------------------------------------------- | ------------------------------------------------------- | ------------------------------------------------------- | ------------------------------------------------------- | ------------------------------------------------------- |
| May 21, 1955                                            | March 9, 1959                                           | December 26, 1962                                       | October 14, 1966                                        | August 2, 1970                                          |
| 108                                                     | 110                                                     | 112                                                     | 114                                                     | 116                                                     |
| May 21, 1974                                            | March 9, 1978                                           | December 26, 1981                                       | October 14, 1985                                        | August 1, 1989                                          |
| 118                                                     | 120                                                     | 122                                                     | 124                                                     | 126                                                     |
| May 21, 1993 [الإنجليزية]                               | March 9, 1997 [الإنجليزية]                              | December 25, 2000 [الإنجليزية]                          | كسوف الشمس 14 أكتوبر 2004                               | كسوف الشمس 1 أغسطس 2008                                 |
| 128                                                     | 130                                                     | 132                                                     | 134                                                     | 136                                                     |
| كسوف الشمس 20 مايو 2012                                 | كسوف الشمس 9 مارس 2016                                  | كسوف الشمس 26 ديسمبر 2019                               | كسوف الشمس 14 أكتوبر 2023                               | كسوف الشمس 2 أغسطس 2027                                 |
| 138                                                     | 140                                                     | 142                                                     | 144                                                     | 146                                                     |
| كسوف الشمس 21 مايو 2031                                 | كسوف الشمس 9 مارس 2035                                  | كسوف الشمس 26 ديسمبر 2038                               | كسوف الشمس 14 أكتوبر 2042                               | كسوف الشمس 2 أغسطس 2046                                 |
| 148                                                     | 150                                                     | 152                                                     | 154                                                     | 156                                                     |
| كسوف الشمس 20 مايو 2050                                 | كسوف الشمس 9 مارس 2054                                  | كسوف الشمس 26 ديسمبر 2057                               | كسوف الشمس 13 أكتوبر 2061                               | كسوف الشمس 2 أغسطس 2065                                 |
| 158                                                     | 160                                                     | 162                                                     | 164                                                     | 166                                                     |
| كسوف الشمس 20 مايو 2069                                 | March 8, 2073                                           | December 26, 2076                                       | October 13, 2080                                        | August 1, 2084                                          |